# ヒロクチカノコ

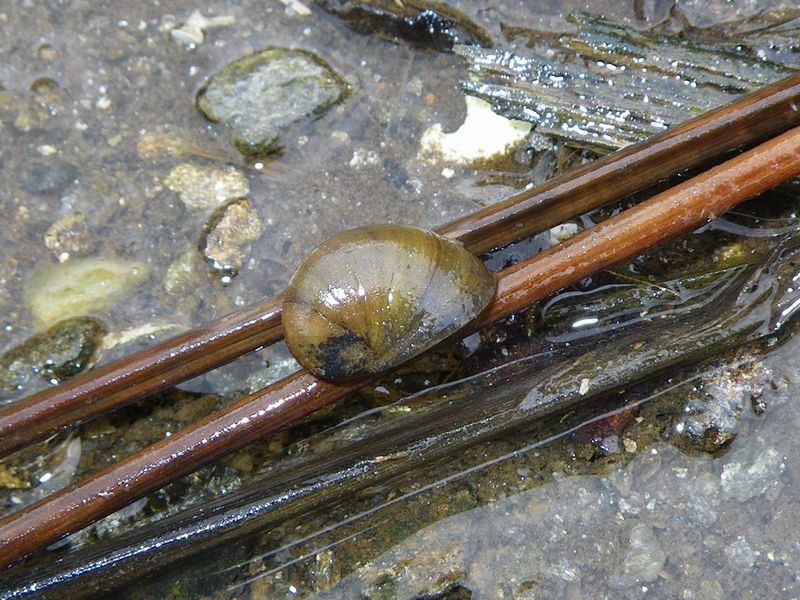
九州産ヒロクチカノコ。ヨシ原の泥上を這う

ヒロクチカノコ（広口鹿の子）、学名 Neripteron cornucopia （南西諸島以南産）もしくは  Neripteron sp. （九州以北産）は、アマオブネガイ目アマオブネガイ科に分類される巻貝の一種。南日本を含むインド太平洋熱帯域の汽水域に分布する半球形の巻貝である。和名末尾に「貝」をつけ「ヒロクチカノコガイ」とも呼ばれる。
従来は三河湾以西の沿岸域に分布するとされていたが、三河湾から九州までに分布する個体群と南西諸島以南産との間には遺伝形質や形態等の差異があり、九州以北産を未記載種 Neripteron sp. とする見解が登場した。このため2009年現在は「ヒロクチカノコ」という和名の中に2種が含まれている現状となっている（後述）。
Neripteron 属はカバクチカノコガイ属 Neritina の亜属として組みこまれていたため、学名は Neritina(Neripteron) cornucopia とすることもある。Neritina violacea (Gmelin,1791)、または Dostia violacea (Gmelin,1791) とした文献も多いが、土屋（2000）・三浦（2007）らは Neripteron cornucopia としている。

## 特徴
成貝は殻長20mmほどで、殻後方が尖った半卵形をしている。成貝は体層だけが大きく発達しており、螺塔は殻口右後方にあるが低小でわかりにくい。殻表は黄褐色-黒褐色で、個体によっては色帯や成長線に沿った波線等が出る。
殻口はD字形で石灰質・褐色の蓋がある。その周辺の殻口滑層は黒褐色で、殻後端を僅かに残して殻底の大部分に大きく広がり、斜め後ろ方向にもはみ出て角張る。滑層全体の形は横長の楕円形、またはD字形である。和名も殻口滑層が広いことに由来する。殻口は軸唇（直線部）に鋸歯状の低いギザギザが並ぶが、その他に突起などはない。イシマキガイやカノコガイに似るが、殻口滑層が大きく広がること、殻頂が欠けないことで区別できる。
インド太平洋の暖海域に広く分布し、日本では南西諸島に分布する。マングローブなど河口の汽水域に生息する。

## 三河湾-九州の個体群
一方、三河湾から九州にかけて分布する個体群は、貝殻が前後に細長いこと、殻口滑層は淡褐色で黒くはならないこと、滑層の後側方の角張りが弱いこと等で南西諸島産と区別される。このため九州以北産は南西諸島産とは別種とされている。2009年現在、九州以北産は未記載種 Neripteron sp. とされ、「本土型ヒロクチカノコ」「ヒロクチカノコ近縁種」等の暫定的な呼称で区別されている。
九州以北産は東京湾以西に分布していたが東京湾で絶滅し、21世紀初頭時点の分布域は三河湾から九州までである。瀬戸内海や有明海等大規模な内湾の沿岸に比較的多産する。汽水域のヨシ原を伴う軟泥干潟に生息するが、波が当たる所や流水がある所には見られず、水が淀んだ、あるいは細流が流入する程度の区域を好む。生息地では干潟の水溜まり内を這う、あるいは転石や流木等に付着する様が観察できる。同所的に見られる動物は、貝類ではイシマキガイ、ウミニナ、フトヘナタリ等、貝類以外ではアベハゼ、フタバカクガニ、クロベンケイガニ等である。
夏に繁殖し、メスは交尾後に卵嚢を転石や流木等に多数産みつける。卵嚢は直径2mmほどで楕円形・黄白色をしており、イシマキガイなどの卵嚢によく似ている。孵化した幼生は海で浮遊生活をし、成長後に汽水域へ定着する。

### 人間との関係
食用などにはならないが、イシマキガイやカノコガイと同様に観賞魚飼育におけるタンクメイトに使用されることがある。
九州以北産は生息環境の好みが厳密で、埋立や河川改修等で生息地の環境が変わると個体群の消滅に繋がりやすい。既に東京湾沿岸では絶滅しており、他の生息地も減少している。日本の環境省が作成した貝類レッドリストでは2007年版で「絶滅危惧II類（VU）」として掲載された他、南日本各県のレッドリストでも絶滅危惧種として名が挙がっている。
- 絶滅危惧II類 (VU)（環境省レッドリスト）

- 各県別レッドリスト掲載状況
  - 絶滅 - 千葉県
  - 絶滅危惧I類 - 高知県・大分県・宮崎県
  - 絶滅危惧II類 - 愛知県・兵庫県・徳島県・福岡県・熊本県・鹿児島県
  - 準絶滅危惧 - 三重県・佐賀県
  - その他 - 岡山県「希少種」

## 同属種
ツバサカノコ（翼鹿の子） Neripteron auriculata Lamarck,1816
殻口滑層が斜め後ろへ長く突出して和名通り「翼」状、上から見るとD字形の輪郭となる。奄美大島以南に分布する。
ニセヒロクチカノコ（偽広口鹿の子） N. crepiduralia (Gmelin,1791)
殻径10mmほどと小形であること、殻口滑層の後方への張り出しが弱いこと、殻表は白-淡橙色で褐色にはならないこと等で区別される。南西諸島以南の熱帯域に分布するが、串間市で本種の幼貝とみられる個体が採集されており、九州以北でも暖流に面した地域で見つかる可能性がある。